# Dobrobit životinja
Dobrobit životinja je kompleksno pitanje koje ima svoju naučnu, etičku, ekonomsku, kulturnu, socijalnu, religijsku i političku dimenziju. Briga o dobrobiti životinja je zasnovana na uverenju da su životinje osećajna bića i da je zbog toga važno obratiti pažnju na to da li se nalaze u dobrom stanju ili pate, posebno kada o njima brinu ljudi.
Briga o dobrobiti životinja uključuje razmatranje načina na koje se životinje drže (kao kućni ljubimci, u zoo-vrtovima, na farmama, u cirkusima...), zatim načine na koje se vrši klanje životinja radi ishrane, koriste životinje u naučnim istraživanjima, kao i načine na koje ljudske aktivnosti utiču na dobrobit i opstanak divljih vrsta.
Dobrobit životinja podrazumeva fizičko i psihičko stanje životinje, u odnosu na uslove u kojima ona živi i umire. Životinja se nalazi u dobrom stanju dobrobiti kada je zdrava, uhranjena, bezbedna, u stanju da ispolji ponašanja važna za njeno fizičko i mentalno stanje, ako joj je udobno i kada ne pati usled neprijatnih stanja kakva su bol, strah i stres.
Dobro stanje dobrobiti podrazumeva prevenciju bolesti i adekvatnu veterinarsku negu, obezbeđivanje skloništa, ishranu, stimulativno i bezbedno okruženje, humano postupanje i humano klanje ili lišavanje života. 
Dobrobit životinja se odnosi na stanje životinje, a postupanje sa životinjom je opisano drugim pojmovima, kao što su briga o životinjama i uzgoj životinja.
U Srbiji, dobrobit životinja je definisana kao obezbeđivanje uslova u kojima životinja može da ostvaruje svoje fiziološke i druge potrebe svojstvene vrsti, kao što su ishrana i napajanje, prostor za smeštaj, fizička, psihička i termička udobnost, sigurnost, ispoljavanje osnovnih oblika ponašanja, socijalni kontakt sa životinjama iste vrste, odsustvo neprijatnih iskustava kao što su bol, patnja, strah, stres, bolesti i povrede.
Zakon o dobrobiti životinja uređuje dobrobit životinja koje mogu da osete bol, patnju, strah i stres i to: životinja koje se koriste u proizvodne svrhe, životinja koje se koriste u naučnoistraživačke, biomedicinske i obrazovne svrhe, životinja koje se koriste za izložbe, takmičenja, priredbe i druge oblike javnog prikazivanja, životinje za rad i službene životinje, kućne ljubimce, napuštene i izgubljene životinje i divlje životinje u zatočeništvu.

## Istorija zakonodavstva u oblasti dobrobiti životinja
Prvi zakoni u vezi sa životinjama na svetu, doneti su u Irskoj zahvaljujući Tomasu Ventvortu i irskom Parlamentu. Tokom 1635. godine, irski Parlament je doneo “Zakon protiv povlačenja za rep i skidanja vune sa živih ovaca”. 
Od 1822. godine, kada je irski član parlamenta Ričard Martin izneo Parlamentu „Zakon o okrutnom tretiranju stoke 1822“ koji je ponudio zaštitu od okrutnosti za stoku, konje i ovce, pokret za dobrobit životinja je aktiviran u Engleskoj. Martin je bio jedan od osnivača prve organizacije za dobrobit životinja u svetu – Udruženja za sprečavanje surovosti prema životinjama (SPCA), osnovane 1824. godine. Kraljica Viktorija je društvu dala svoj blagoslov i tako je ono postalo Kraljevsko udruženje za sprečavanje surovosti prema životinjama (RSPCA). Koristeći donacije članova, udruženje je zaposlilo čitavu mrežu inspektora, čiji je posao bio da identifikuju nasilnike, prikupe dokaze i prijave nadležnima slučajeve okrutnog postupanja prema životinjama. Ipak, sveobuhvatna zakonodavna zaštita životinja u Ujedinjenom kraljevstvu, usledila je tek u 19. veku. Jedan od prvih nacionalnih zakona za zaštitu životinja bio je „Zakon o okrutnosti prema životinjama 1835“, a usledio je i „Zakon o zaštiti životinja" 1911. godine.
U Sjedinjenim Američkim Državama, dobrobit životinja je postalo značajno pitanje u 17. veku i odnosilo se na postupanje prema životinjama u oblastima kao što su poljoprivreda, lov, medicinska istraživanja i odnos prema domaćim životinjama. Prvi propisi su bili doneti da bi se sprečila “tiranija i okrutnost” prema domaćim životinjama i bili su uključeni u Telo slobode Masačusetsa, 1641. godine. Prvi federalni zakon u SAD koji je posvećen dobrobiti životinja bio je  Zakon o humanim metodama klanja, donet 1958. godine. Ovaj zakon je propisao da životinje “moraju postati neosetljive na bol pre nego što su okovane, bačene ili isečene” i utvrdio adekvatne metode za klanje za svaku vrstu. U Njujorku je 1866. godine osnovano i prvo udruženje za zaštitu životinja na zapadnoj hemisferi, "Američko udruženje za sprečavanje okrutnosti prema životinjama".
Prvo udruženje za dobrobit životinja u Nemačkoj, osnovao je nemački ministar Albert Knap 1837. godine. Do 1871. sve nemačke države, osim Libeka imaju zakone koji sprečavaju zlostavljanje životinja. U periodu od 1878. do 1880. godine u Nemačkoj raste pokret antivivisekcionista, posvećenih zaustavljanju korišćenja živih životinja u ogledima.
U Francuskoj, 1764. godine filozof Volter je napisao “Zveri”, kratak esej u kome poriče mehanistički pogled na životinje. 1850. godine, u Francuskoj je donet zakon koji inkriminiše javno zlostavljanje životinja, a 1976. godine Zakon o dobrobiti životinja koji prepoznaje da su (domaće) životinje osećajna bića i zahteva da se kada god je moguće, u ogledima umesto životinja koriste alternative.
Srbija: Društvo za zaštitu životinja u Beogradu je osnovano još 1906. U 1936. je bilo predviđeno kažnjavanje mučenja životinja.
Dobrobit svih životinja čiji opstanak neposredno zavisi od čoveka, u Srbiji je prvi put sveobuhvatno regulisana 2009. godine, kada je nakon devet godina kampanje “Zakon rešava haos”, koju je vodila Organizacija za poštovanje i brigu o životinjama (ORCA), konačno usvojen Zakon o dobrobiti životinja Republike Srbije. 

### Nastanak "Pet sloboda"
Značajan napredak u oblasti dobrobiti životinja je postignut tek u kasnom 20. veku. Tokom 1965. godine, vlada Ujedinjenog Kraljevstva sprovela je istragu koju je predvodio profesor Rodžer Brambel – o dobrobiti farmskih životinja koje se drže u intenzivnom uzgoju. Ovo se dogodilo delom kao odgovor na pitanja koja je Rut Harison pokrenula 1964. godine u knjizi „Životinjske mašine“. Na osnovu izveštaja profesora Brambela, vlada Ujedinjenog kraljevstva je 1967. godine uspostavila Savetodavni komitet za dobrobit farmskih životinja, koji je 1979. godine postao Savet za dobrobit farmskih životinja. Prve smernice Komiteta podrazumevale su da životinjama treba sloboda da „ustanu, legnu, okrenu se i protegnu se“. Ove smernice su kasnije dodatno razrađene, a danas su poznate kao „Pet sloboda“ i ugrađene u osnove svih međunarodnih i nacionalnih propisa koji se odnose na dobrobit životinja.

### Univerzalna deklaracija o dobrobiti životinja
Univerzalna deklaracija o dobrobiti životinja predstavlja predlog međuvladinog sporazuma čiji je cilj da prepozna da su životinje osećajna bića, radi na prevenciji okrutnosti i smanjenju patnje životinja, odnosno da promoviše standarde dobrobiti životinja. Predloženo je da Ujedinjene Nacije usvoje Univerzalnu deklaraciju o dobrobiti životinja, kao neobavezujuć set principa za države članice. To bi označilo univerzalno priznanje ljudi i nacija da su životinje osećajna bića i da je dužnost i obaveza čoveka da o njima brine. Ovi principi su stvoreni tako da omoguće vladama država da unaprede zakonodavstvo i inicijative koje se bave zaštitom životinja. 
Univerzalna deklaracija o dobrobiti životinja je nastala 2000. godine od strane grupe organizacija za dobrobit životinja: Svetskog udruženja za zaštitu životinja, Britanskog kraljevskog udruženja za sprečavanje surovosti prema životinjama, Međunarodnog fonda za dobrobit životinja, Humanog društva Sjedinjenih američkih država i udruženja “Compassion in World Farming ”. 2007. godine, Svetska zdravstvena organizacija životinja je podržala Deklaraciju, kao i Federacija veterinara Evrope dok je Organizacija za hranu i poljoprivredu Ujedinjenih nacija, podržala Deklaraciju 2009. godine. U Srbiji je Vlada Republike Srbije nakon kampanje Organizacije za poštovanje i brigu životinja (ORCA), sprovedene 2009. godine, zvanično podržala inicijativu za usvajanje Univezalne deklaracije o dobrobiti životinja pri Generalnoj skupštini Organizacije Ujedinjenih nacija.

## Vodeći principi dobrobiti životinja
Vodeći principi dobrobiti životinja su koncepti “Pet sloboda” i “3R pravilo”, koji su međunarodno priznati i deo su međunarodnih i nacionalnih regulativa koje se odnose na dobrobit životinja. 
Koncept „Pet sloboda“ predstavlja pet aspekata dobrobiti životinja koje neposredno zavise od čoveka i može poslužiti kao koristan vodič za procenu stanja dobrobiti životinje, bilo da je u pitanju životinja na farmi, kućni ljubimac, laboratorijski miš ili divlja životinja u zoo vrtu. Pet sloboda su formulisane na sledeći način:
1. Sloboda od gladi i žeđi kroz obezbeđivanje dovoljnih količina kvalitetne hrane i sveže vode
2. Sloboda od neudobnosti kroz obezbeđivanje odgovoarajućeg okruženja uključujući zaklon i udobno mesto za odmor
3. Sloboda od bola, povreda i bolesti kroz obezbeđivanje brze i adekvatne veterinarske nege i preventivne zdravstvene zaštite
4. Sloboda ispoljavanja osnovnih oblika ponašanja, kroz obezbeđivanje dovoljno prostora, odgovarajućih objekata za držanje životinja i odgovarajućeg društva životinja iste vrste
5. Sloboda od staha i stresa, kroz obezbeđivanje uslova i postupaka koji ne dovode do mentalne patnje.

"3R pravilo” predstavlja vodeći princip za etičko korićenje životinja u nauci. Koncept je nastao 1959. godine, zahvaljujući zoologu Vilijemu Raselu i mikrobiologu Reksu Burču. Ovaj koncept označava: 
- smanjenje (eng. “Reduction”) broja životinja koje se koriste u ogledima;
- usavršavanje (eng. “Refinement”) oglednih procedura tako da se smanji bol, patnju i stres koju oseća životinja tokom sprovođenja ogleda i unapredi njena dobrobit;
- zamenu (eng. “Replacement”) oglednih životinja neanimalnim tehnikama i metodama.

“3R pravilo” ima širu primenu od jednostavnog podsticanja korišćenja alternativa umesto životinja u ogledima. Cilj “3R pravila” je da unapredi dobrobit životinja i naučni kvalitet ogleda u situacijama gde korišćenje životinja nije moguće izbeći. U mnogim zemljama, uključujući i Srbiju, “3R pravilo” je uključeno u nacionalne zakone koji regulišu korišćenje životinja.

## Nauka o dobrobiti životinja
Dobrobit životinja je naučna kategorija i može da se izmeri. 
Nauka o dobrobiti životinja predstavlja naučno istraživanje dobrobiti životinja koje se koriste kao kućni ljubimci, zatim dobrobiti oglednih životinja, farmskih životinja i divljih životinja u zatočeništvu. Iako je dobrobit životinja koncept od šireg društvenog interesa više hiljada godina, istraživanje dobrobiti životinja koristeći naučne metode je razvijeno relativno skoro.
Nauka o dobrobiti životinja se može posmatrati kao procena dobrobiti životinja. Smatra se da je prva publikacija koja uključuje pojam “procena” prilog Viliama Homana Torpea pod nazivom “Procena bola i patnje kod životinja”, nastao 1965. godine. Dvadeset godina kasnije, Morton i Grifits su napisali veoma  uticajan rad o proceni bola i stresa kod laboratorijskih životinja.
Nauka o dobrobiti životinja koristi različite mere ili indikatore koji mogu biti zasnovani na fiziologiji ili ponašanju životinja. Pojedine mere dobrobiti životinja uključuju procenu stepena oštećenja funkcije usled povrede, bolesti ili pothranjenosti. Druge mere obezbeđuju informacije o potrebama životinje i afektivnim stanjima poput gladi, žeđi i straha, često mereći jačinu preferencija, motivacije i averzija kod životinje. Neke mere procenjuju fiziološke, imunološke i promene u ponašanju koje životinje pokazuju kao odgovor na različite izazove. Ove mere mogu da vode stvaranju kriterijuma i indikatora koji mogu pomoći u evaluaciji načina na koji različite metode držanja životinja mogu da utiču na njihovu dobrobit.
2003. godine, nastali su prvi obrisi ciljeva i pristupa onoga što je postao najveće postignuće integrisanog istraživanja dobrobiti životinja u Evropi sprovedeno do sada. “Welfare Quality” bio je istraživački projekat, finansiran od strane Evropske unije. Njegova realizacija je počela 2004. godine u partnerstvu sa 40 institucija i organizacija u Evropi (kasnije i Americi). Cilj projekta je bio da uspostavi sistem za procenu dobrobiti živine, svinja i goveda (kasnije i drugih vrsta) na farmi i u klanici, koji je pouzdan i baziran na nauci. Tokom sprovođenja ovog projekta, istraživači su prepoznali da je najbolji način procene dobrobiti kroz posmatranje samih životinja. Za svaku vrstu farmskih životinja, razvijeno je 30-50 različitih mera zasnovanih na posmatranju životinja koje su korišćenje za verifikaciju 12 različitih kriterijuma za farme i klanice.
S obzirom da je prvobitno nastao sistem koji je podrazumevao čitav jedan dan upotrebljen za procenu mera na jednoj farmi, pojavila se potreba za primenom praktičnijeg pristupa. “Assurewel” je bio projekat saradnje između Britanskog kraljevskog udruženja za sprečavanje surovosti prema životinjama, Udruženja za zaštitu zemljišta i Univerziteta u Bristolu  koji je trajao šest godina (2010-2016) sa ciljem da razvije praktičan sistem procene dobrobiti životinja na farmi koji se može koristiti u farmskim sertifikacionim šemama.
U Srbiji, prvo nacionalno istraživanje dobrobiti farmskih životinja zasnovano na metodologiji nastaloj kroz “Welfare Quality” i “Assurewel” projekte, sprovela je Organizacija za poštovanje i brigu o životinjama (ORCA) 2012. godine, posetom 350 farmi svinja, goveda, brojlera i ovaca u Srbiji. Na osnovu ovih iskustava, ORCA je tokom 2014. godine, organizovala obuke veterinarskih inspektora za procenu dobrobiti farmskih životinja. Kroz primenu ove metodologije prenete iz EU, nadležne službe danas mogu objektivno da procene da li se životinje gaje u skladu sa minimalnim zakonskim standardima. Kao deo ovih obuka, razvijeni su protokoli za procenu dobrobiti životinja na farmama, koji su 2015. godine i zvanično usvojeni od strane Uprave za veterinu Ministarstva poljoprivrede. Danas je Srbija prva zemlja u Evropi gde je nadležna državna institucija usvojila ovu metodologiju procene dobrobiti životinja.

## Aktivizam u oblasti dobrobiti životinja
Postoje mnogobrojni načini na koje se organizacije bave temom dobrobiti životinja:
1. Unapređivanje politika i propisa u oblasti dobrobiti životinja. Ciljevi unapređenja propisa mogu biti mnogobrojni: ograničavanje ili zabrana određenih aktivnosti koje uključuju životinje (npr. korišćenja životinja u cirkusima ili zabrana ubijanja životinja radi proizvodnje krzna), zabrana korišćenja određenih metoda proizvodnje (npr. kaveznog sistema gajenja koka nosilja), bolji standardi držanja divljih životinja u zatočeništvu i drugo. 
2. Obrazovanje i vaspitanje o dobrobiti životinja. Jedan od najboljih načina na koji se može stvoriti kultura poštovanja i odgovornog odnosa prema životinjama, prirodi i ljudima, jeste putem obrazovanja i vaspitanja o dobrobiti životinja. Obrazovanje i vaspitanje o dobrobiti životinja doprinosi stvaranju članova društva koji neguju odgovornost, saosećajni odnos prema životinjama i ljudima i brinu o potrebama drugih. U cilju obrazovanja i vaspitanja o dobrobiti životinja, organizacije sprovode različite aktivnosti za decu, poput radionica, igara, akcija, likovnih i literarnih konkursa i slično.
3. Javno zastupanje. Javno zastupanje je ključni alat koji organizacije civilnog društva koriste da bi ostvarile željene društvene promene. To je planirana akcija usmerena na promenu zakona, politika, odnosno uverenja, stavova i ponašanja građana u cilju postizanja neke društvene promene. Da bi postigle ove ciljeve organizacije vode kampanje javnog zastupanja. Primer je kampanja za usvajanje Univerzalne deklaracije o dobrobiti životinja. U Srbiji, kao rezultat kampanje javnog zastupanja koju je sprovela ORCA, 2019. godine su povećane kazne za zlostavljače životinja.
4. Korišćenje medija. U nameri da se izazove promena u društvu, poput promene odnosa prema životinjama, mediji predstavljaju najefektivniji način za širenje poruke, jer oblikuju mišljenje javnosti. Korišćenje medija je jedan od najvažnijih alata za postizanje ciljeva javne kampanje jer se tako mogu motivisati i aktivirati podržavaoci. Kako bi imale uspešnu saradnju sa medijima organizacije izrađuju medijske strategije, uspostavljaju i održavaju kontakte sa novinarima, pišu saopštenja za medije i imaju veštine potrebne za dobar javni nastup. Pored klasičnih medija, poput televizije i novina, danas se sve više pažnje posvećuje društvenim mrežema.
5. Zbrinjavanje životinja. Mnoge organizacije vide zbrinjavanje životinja i otvaranje prihvatilišta kao najhitniju potrebu zajednice, naročito u sredinama gde postoji veliki broj napuštenih životinja, kao što je to slučaj u Srbiji. Organizacije prihvataju napuštene, povređene ili iznemogle životinje, najčešće pse i mačke, koje zatim leče, sterilišu, vakcinišu, udomljavaju ili trajno zbrinjavaju u prihvatilištu. Pored prihvatilišta za pse i mačke, organizacije otvaraju prihvatilišta za zbrinjavanje domaćih životinja ili povređenih divljih životinja koje nakon oporavka puštaju nazad u divljinu.

## Srodni koncepti
Pored koncepta dobrobiti životinja postoje koncepti prava životinja i oslobođenja životinja.
Prava životinja predstavljaju koncept koji podrazumeva uverenje da životinje imaju pravo da ne budu eksploatisane za ljudske potrebe, te da sve životinje imaju pravo da se prema njima odnosimo sa poštovanjem, pravo na telesni integritet i pravo na slobodu kretanja. Prema konceptu prava životinja, osnovni interesi životinja poput izbegavanja patnje, treba da budu uzeti u obzir na isti način kao kod ljudskih bića.
Oslobođenje životinja predstavlja koncept potpunog prestanka eksploatacije životinja i okrutnog ponašanja ljudi prema životinjama. Ovaj koncept je posvećen unapređenju interesa i prava životinja i zagovaraju ga teoretičari i aktivisti čiji su pogledi i delovanja u rasponu od umerenih, do radikalnih. 
Koncept prava životinja i koncept oslobađanja životinja se često poistovećuju u literaturi. U svojoj knjizi “Oslobođanje životinja: nova etika ponašanja prema životinjama”, australijski filozof Piter Singer koristi pojam “pokret za oslobađanje životinja”, kako bi izneo svoje ideje.  Koncept prava životinja i koncept oslobođenja životinja slični su po tome što čovek ne treba da koristi životinje i da životinje ne treba da budu ljudsko vlasništvo. Za razliku od koncepta prava životinja koji stavlja fokus samo na činjenicu da životinje imaju prava koncept oslobađanja životinja predstavlja najradikalniji koncept i nalaže da čovek nikako ne sme da koristi životinje.

## Vidi
- organizacija ORCA
- Prijavljivanje zlostavljanja životinja u Srbiji

## Spoljašnje veze
- RSPCA - Royal Society for the Prevention of Cruelty to Animals
- OIE - World Organisation for Animal Health
- ASPCA - American Society for the Prevention of Cruelty to Animals
- ORCA - Organisation for Respect and Care for Animals
- FAWC  Farm Animal Welfare Committee
- WHO - World Health Organisation
- Soil Association
- University of Bristol